# Völkerschlachtdenkmal (Quellendorf)

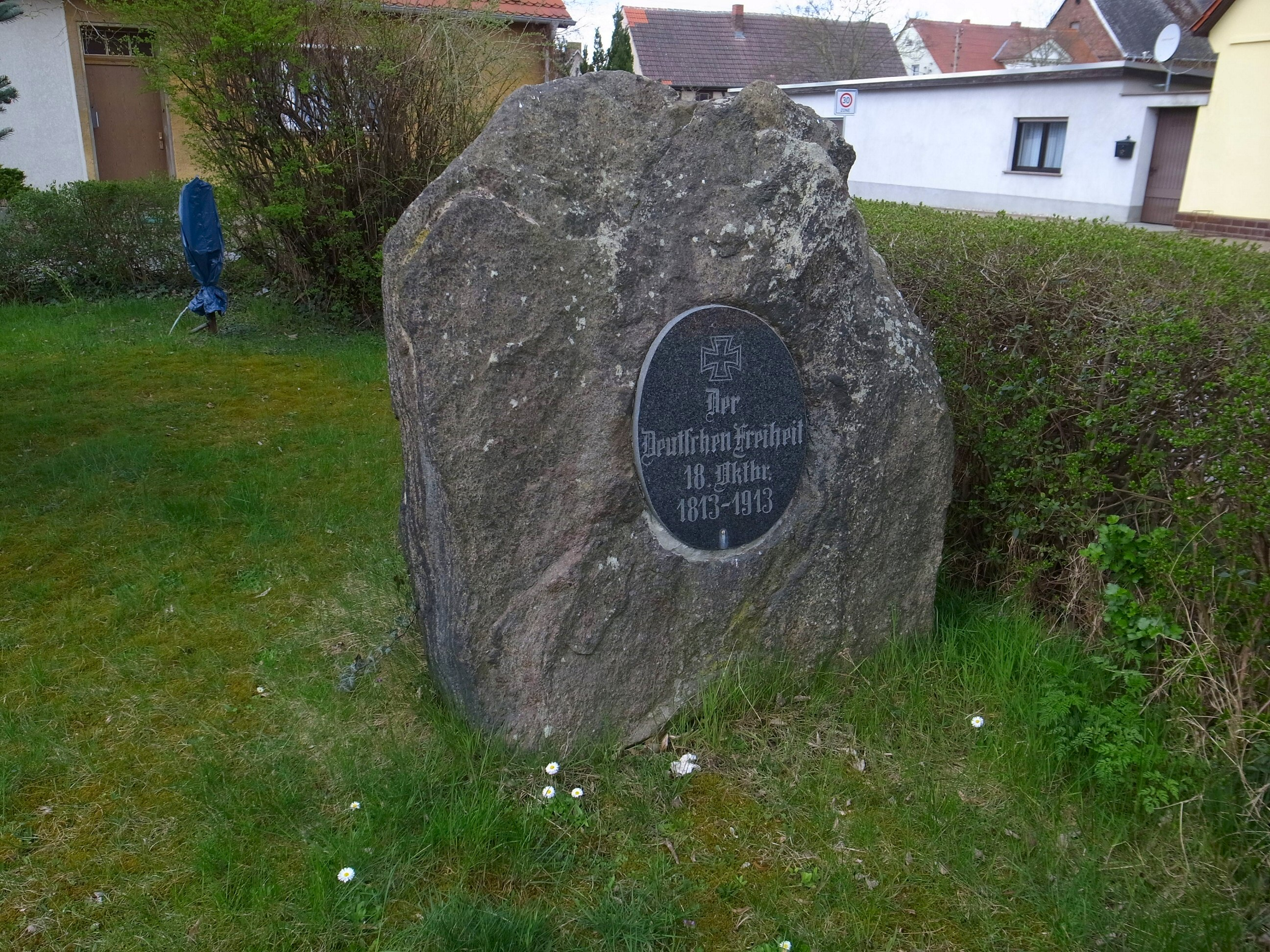
Ansicht

Das Völkerschlachtdenkmal von Quellendorf ist ein Gedenkstein in der Stadt Südliches Anhalt im Landkreis Anhalt-Bitterfeld in Sachsen-Anhalt. Das Kleindenkmal steht unter Denkmalschutz und ist im Denkmalverzeichnis mit der Erfassungsnummer 094 70899 als Baudenkmal eingetragen.

## Geschichte
Kurz vor dem Ersten Weltkrieg errichteten zahlreiche Dörfer im näheren und weiteren Umkreis von Leipzig anlässlich des 100. Jahrestages der Völkerschlacht bei Leipzig Gedenksteine, die oft nur die Jahreszahl der Entscheidungsschlacht der Befreiungskriege tragen. In Quellendorf brachte man an einem aufrecht stehenden Findling eine Gedenkplatte an.

## Inschrift
Gedenksteine für die Völkerschlacht zählen zum Grenzbereich der Kriegerdenkmäler, da sie nicht konkret an Gefallene des Ortes erinnern, sondern zumeist nur Jahreszahlen tragen. In Quellendorf lautet die in Frakturschrift gehaltene Inschrift auf der ovalen Gedenkplatte: Der / Deutschen Freiheit / 18. Oktbr. / 1813–1913. Gekrönt wird dieser Text von einem Eisernen Kreuz. Durch seine Gestaltung entspricht es etwas mehr einem Denkmal als andere Gedenksteine – wie etwa jener in Weißandt-Gölzau.